# Hesperis thyrsoidea
Hesperis thyrsoidea är en korsblommig växtart som beskrevs av Pierre Edmond Boissier. Hesperis thyrsoidea ingår i släktet hesperisar, och familjen korsblommiga växter. Inga underarter finns listade i Catalogue of Life.